# Ácido tioacético
Ácido tioacético é um composto organossulfurado com a fórmula molecular CH3COSH. É um líquido incolor com um forte cheiro de tiol. É usado em síntese orgânica para a introdução de grupos tiol em moléculas

## Síntese e propriedades
O ácido tioacético é preparado pela reação de anidrido acético com sulfeto de hidrogênio:
(CH3C(O))2O  +  H2S   →  CH3C(O)SH  +  CH3CO2H
Ácido tioacético é tipicamente contaminado por ácido acético.
O composto existe exclusivamente como o tautômero tiol, consistente com a força da ligação dupla C=O.  Refletindo a influência da ligação de hidrogênio, o ponto de ebulição (93 °C) e fusão são respectivamente 20 e 75K mais baixos que aqueles do ácido acético. Ele é também aproximadamente 15x mais ácido que o ácido acético.

## Reatividade
O ânion de tioacetato e o radical gerado a partir do ácido tioacético são utilizados para gerar os ésteres tioacetato. Ésteres de tioacetato sofrem hidrólise resultando nos tióis. Um método típico para a preparação de um tiol a partir de haleto de alquilo utilizando ácido tioacético prossegue em quatro etapas distintas, algumas das quais podem ser realizadas sequencialmente, no mesmo recipiente:
CH3C(O)SH  +  NaOH   →  CH3C(O)SNa  +  H2O
CH3C(O)SNa  +  RX   →  CH3C(O)SR  +  NaX   (X = Cl, Br, I, etc)
CH3C(O)SR  +  2 NaOH   →   CH3CO2Na  +  RSNa  +  H2O
RSNa  +  HCl   →   RSH  +  NaCl
Uma aplicação que ilustra a utilização do comportamento de seu radical, o ácido tioacético é usado com AIBN em uma adição nucleofílica mediada por radical livre a um alceno exocíclico formando um tioéster: